# Storia della meteorologia

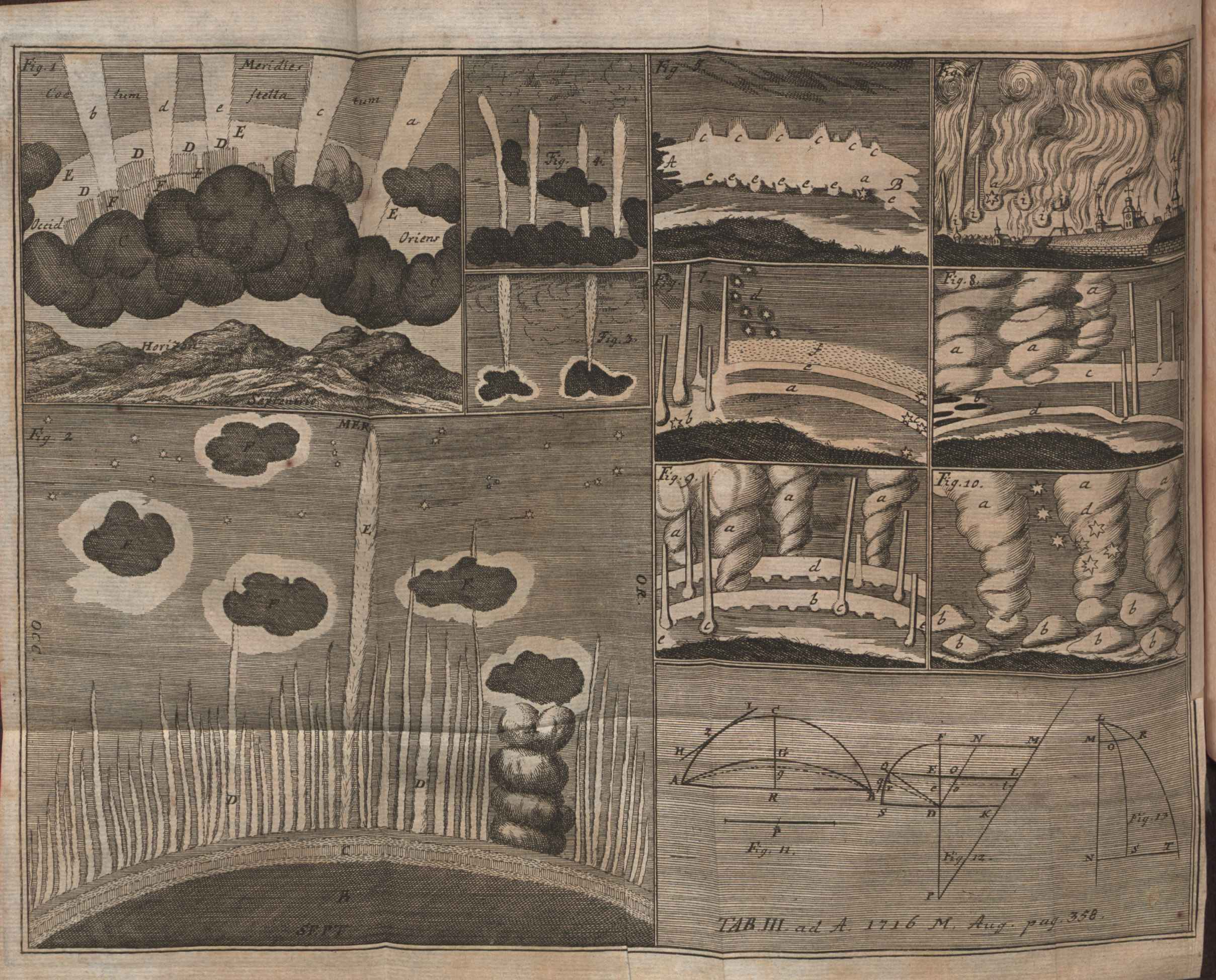
Tavola illustrativa di meteorologia dagli Acta Eruditorum del 1716

La storia della meteorologia s'intreccia con quella dell'astrologia, poiché sin dall'antichità le due scienze procedettero all'unisono: agli astri era attribuito il potere di influire non solo sulle vicende umane, ma anche sui fenomeni atmosferici. Entrambe erano cioè una forma di divinazione del futuro, sicché esisteva un apposito ramo di studi chiamato astrologia meteorologica, mentre la sua versione folclorica e popolare viene denominata meteorognostica.

## Panoramica storica
Già gli antichi babilonesi si interessarono ai fenomeni atmosferici e tentarono di prevedere le evoluzioni del tempo, indagando le caratteristiche delle nubi e degli astri, raggiungendo un livello oggi definibile di protoscienza.
Importanti sviluppi si ebbero poi ai tempi dell'Antica Grecia. Il termine meteorologia risale infatti a μετεωρολογικά (in latino Meteorologica), titolo del libro scritto intorno al 340 a.C. da Aristotele che presenta osservazioni miste a speculazioni sull'origine dei fenomeni atmosferici e celesti. La parola greca μετέωρος metéōros fa riferimento a oggetti "alti nel cielo", cioè tra Terra e il regno delle stelle, mentre -λογία -logía viene da λέγω légō, "parlo" (cfr. λόγος lógos, "discorso"). Un'opera simile intitolata Libro dei segni (περὶ σημείων ὑδάτων καὶ πνεμάτων καὶ χειμώνων εὐδιῶν, De signis) fu pubblicata da Teofrasto, un allievo di Aristotele; era centrata più che altro sulla previsione del tempo sulla base dell'osservazione dei fenomeni. Catalogò 80 previsioni di pioggia, 50 di temporale e 24 di tempo sereno; se alcune di esse appaiono oggi ingenue e poco credibili, altre invece erano frutto di osservazioni e spiegazioni razionali.
All'epoca dell'antica Roma, il geografo Pomponio Mela introdusse il sistema delle zone climatiche. Tratta di meteorologia anche il Libro II della Naturalis Historia di Plinio il Vecchio.
Ai tempi della dinastia cinese Han il filosofo Wang Chong nell'80 d.C. effettuò una serie di studi sui fenomeni meteorologici e fisici di una certa rilevanza.
Nel Medioevo le previsioni venivano elaborate utilizzando come riferimento la posizione di pianeti e stelle. In questo periodo storico nacquero gli almanacchi, che in un primo tempo erano tavole astronomiche utili per ottenere il giorno della settimana riferito a qualunque era, ma che in seguito divennero pubblicazioni multisettoriali con annesse previsioni per gli agricoltori.
Tra gli scritti più significativi si ricordano l'Agricoltura nabatea dell'arabo Ibn Wahshiyya, i trattati sulla meteorologia del naturalista arabo Al-Kindi e di Avicenna, oltre all'invenzione di quest'ultimo del termometro per l'aria.
Nella cultura popolare europea si attribuiva ai tempestarii, sedicenti maghi o stregoni, la capacità non solo di prevedere, ma anche di provocare i cambiamenti del tempo.
Ulteriori progressi in campo meteorologico si verificarono tra il Cinquecento e il Seicento, quando furono disponibili strumenti più accurati. Leonardo progettò un igrometro per misurare la l'umidità dell'aria, Galileo (o Santorio Santorio), costruì un termometro nel 1607, seguito dall'invenzione del barometro da parte di Evangelista Torricelli nel 1643. L'anemometro per la misurazione della velocità del vento fu costruito nel 1667 da Robert Hooke. Nel Settecento l'elenco dei più importanti strumenti meteorologici fu completato dall'igrometro a capello per misurare l'umidità, costruito nel 1780 da Horace de Saussure.
Con i nuovi strumenti vi fu un aumento delle conoscenze. Nel 1648 Florin Périer scoprì la dipendenza della pressione atmosferica dall'altitudine con un esperimento effettuato secondo le indicazioni di Cartesio e di suo cognato Blaise Pascal. Una data importante per gli sviluppi futuri della meteorologia fu il 19 giugno 1657, data che vide la formazione a Firenze dell'Accademia Fiorentina del Cimento, nella quale un gruppo di scienziati, finanziati da Ferdinando II de' Medici, iniziò a indagare l'atmosfera con il metodo scientifico-sperimentale, e che organizzò il primo osservatorio meteorologico internazionale, in cui una rete di studiosi sparsi su tutto il territorio europeo, dopo aver ricevuto la necessaria strumentazione dagli scienziati fiorentini, si assunse il compito di registrare le informazioni riguardanti i parametri atmosferici fondamentali (pressione, temperatura, umidità, vento, stato del cielo) e di inviarli successivamente a Firenze. La rete raccoglieva i dati, ad intervalli regolari, da Cutigliano, Vallombrosa, Bologna, Parma, Milano, Innsbruck, Osnabrück, Parigi, Londra e Varsavia.
Nel 1686 Edmund Halley pubblicò la prima mappa dei venti alisei e approfondì la relazione tra pressione atmosferica e altitudine che era stata scoperta da Florin Périer. Halley fu il primo a fare la connessione tra riscaldamento solare e circolazione atmosferica globale.
Nel Settecento, la Royal Society in Gran Bretagna e l'Accademia delle Scienze in Francia realizzarono altri due osservatori internazionali e nel 1730 Vitus Bering impiantò stazioni di rilevamento anche in Siberia. George Hadley fornì una corretta spiegazione generale della circolazione atmosferica globale, con uno studio sugli alisei da lui effettuato nel 1735 (Per questo motivo, la particolare circolazione atmosferica che si presenta nella cella tropicale prende il nome di "cella di Hadley"). All'epoca ci fu solo una comprensione parziale di come la rotazione della terra influisse sulla cinematica dei flussi d'aria; le conoscenze in materia vennero approfondite nell'Ottocento.
Altri progressi scientifici e tecnologici avvenuti tra il Settecento e l'Ottocento che hanno influenzato la meteorologia sono conosciuti principalmente come parte del progresso della scienza fisica stessa. Tra questi vi furono i lavori di Daniel Bernoulli, che nel 1738 pose le basi della teoria cinetica dei gas, e l'esperimento di Benjamin Franklin sull'elettricità atmosferica eseguito nel 1752 con l'aquilone per la cattura dei fulmini. Franklin fu inoltre il primo Americano a registrare in modo accurato e dettagliato le condizioni del tempo su base giornaliera ed uno dei primi americani ad effettuare previsioni del tempo su base giornaliera. Anche la chimica contribuì all'aumento delle conoscenze scientifiche di base: il francese Antoine Lavoisier scoprì che l'aria è composta da una miscela di gas. In seguito, la ricerca della dipendenza del volume dei gas dalla pressione e dalla temperatura condusse all'equazione di stato dei gas, formulata nel 1834 da Émile Clapeyron.
Nel XIX secolo fu compresa la piena estensione dell'interazione a larga scala tra la forza del gradiente di pressione e la deflessione causata dalla forza di Coriolis, che causa il movimento delle masse d'aria lungo le isobare. La forza di deflessione prese questo nome nei primi anni del XIX secolo con riferimento a una pubblicazione di Gaspard-Gustave Coriolis del 1835 che descriveva i risultati di uno studio sull'energia prodotta da macchine con parti in rotazione come le ruote ad acqua dei mulini. Nel 1856 William Ferrel ipotizzò l'esistenza di una "cella di circolazione" alle latitudini intermedie, in cui l'aria veniva deflessa dalla forza di Coriolis creando i principali venti occidentali. Questa cella su in seguito battezzata cella di Ferrel.
L'osservazione sinottica del tempo atmosferico era ancora resa complessa dalla difficoltà nel classificare certe caratteristiche climatiche come nubi e venti. Questo problema fu risolto quando Luke Howard e Francis Beaufort introdussero il loro sistema di classificazione delle nuvole (1802) e della forza del vento (1806), rispettivamente. Il vero punto di svolta fu tuttavia l'invenzione del telegrafo nel 1843 che permetteva di potersi scambiare informazioni su tempo e clima con velocità prima ineguagliata. Nel 1854 Urbain Le Verrier scoprì il carattere migratorio dei fenomeni meteorologici, rilevando che un uragano che aveva affondato alcune navi francesi nel Mar Nero aveva attraversato nei giorni precedenti altre regioni europee. Nel 1878 venne fondata l'Organizzazione meteorologica internazionale che molti anni dopo diverrà "mondiale".
Nell'Ottocento cominciarono anche ad essere effettuati rilievi ad alta quota mediante palloni aerostatici con uomini a bordo. Nel 1862 l'inglese James Glaisher, a bordo di un pallone pilotato da Henry Tracey Coxwell, superò la quota di 9.000 metri ed effettuò misurazioni di temperatura, pressione ed umidità, rilevando le diminuzioni di temperatura all'aumento della quota. Nel 1881 venne lanciato in Francia il primo pallone sonda senza uomini a bordo, con un meteorografo (strumento che registrava automaticamente temperatura, pressione e umidità). Con il perfezionamento della strumentazione, i palloni sonda cominciarono ad essere usati sistematicamente a partire dal 1893. In Italia pionieri e promotori della nascita, sviluppo e diffusione della cultura meteorologica nell'Ottocento sono stati i religiosi Angelo Secchi e Francesco Denza, fondatore quest'ultimo della Società meteorologica italiana cui seguirà di li a poco il Regio ufficio centrale di meteorologia antesignano del Servizio meteorologico dell'Aeronautica Militare.
All'inizio del XX secolo i progressi nella comprensione delle dinamiche atmosferiche portarono alla creazione delle moderne previsioni del tempo calcolate su basi rigorosamente matematiche.
Nel 1917 un gruppo di meteorologi norvegesi condotto da Vilhelm Bjerknes diede vita alla scuola di Bergen, che sviluppò un modello concettuale per spiegare la generazione, l'intensificazione e la dissoluzione dei cicloni extratropicali a media quota, introducendo l'idea del fronte meteorologico e della suddivisione tra le masse d'aria. Grazie a questo modello, fu possibile creare mappe meteorologiche riportando le isobare e le isoterme e calcolare lo spostamento dei sistemi atmosferici rilevati (cicloni e anticicloni) effettuando previsioni meteorologiche. Il gruppo norvegese includeva Carl-Gustaf Rossby (che fu il primo a spiegare il flusso atmosferico su larga scala in termini di fluidodinamica ovvero le Onde di Rossby), Tor Bergeron (il primo a comprendere il meccanismo di formazione della pioggia) e Jacob Bjerknes, figlio di Vilhelm Bjerknes. Tuttavia il modello concettuale della scuola di Bergen non spiegava il meccanismo fisico noto come instabilità baroclina che sta alla base della ciclogenesi e che verrà chiarito solo negli anni quaranta.
Nel 1922 Harold Jeffreys propose una classificazione delle masse d'aria atmosferiche, distinguendole in cicloni e brezze locali. Nello stesso anno Lewis Fry Richardson pubblicò Weather prediction by numerical process (Previsioni del tempo per processi numerici), che descriveva come eliminare le varianti meno importanti nelle equazioni di dinamica dei fluidi che regolano i flussi atmosferici per permettere di trovare facilmente soluzioni numeriche. Tuttavia, il numero di calcoli necessario era troppo grande per essere gestito prima dell'avvento dei computer.
Nel 1925 il Weather Bureau statunitense approntò una piccola flotta di aerei per il rilievo sistematico di dati meteorologici. Un impulso allo sviluppo della meteorologia si ebbe dunque dal settore aeronautico (meteorologia aeronautica) e da quello nautico (meteorologia da diporto) per il rispettivo ausilio alla navigazione e al controllo del traffico.
Nel 1930 il meteorologo sovietico Pavel Molchanov inventò la radiosonda, portata ad alta quota da un pallone sonda per raccogliere informazioni meteorologiche. La radiosonda presentava il vantaggio di rendere subito disponibili i dati, senza dovere attendere il recupero del pallone.
Nel 1947 Jule Gregory Charney suggerì il meccanismo noto come instabilità baroclina, che spiega la ciclogenesi; il modello viene perfezionato da Eric Eady nel 1949.
Dagli anni cinquanta in poi gli esperimenti di calcolo numerico con computer si mostrarono finalmente fattibili. A tentare l'impresa con discreto successo fu i matematici John Von Neumann e Jule Gregory Charney che poté sfruttare la relativa potenza di calcolo del primo grande calcolatore al mondo ideato e realizzato da Von Neumann: l'ENIAC. Le prime previsioni del tempo realizzate con questo metodo usavano modelli barotropici.
Negli anni sessanta la natura caotica dell'atmosfera venne compresa da Edward Lorenz, da allora divenuto noto come il fondatore dell'odierna teoria del caos. Gli avanzamenti matematici ottenuti in questo campo furono ripresi dalla meteorologia e aiutarono a stabilire il limite di predicibilità del modello atmosferico. Questo limite è riassunto nella nota locuzione di effetto farfalla (butterfly effect) secondo la quale l'evoluzione pseudo-casuale del tempo atmosferico, nota come variabilità meteorologica, sarebbe metaforicamente spiegabile da un piccolo battito d'ali di una farfalla in grado di generare in seguito grandi effetti in un'altra zona.
Anche l'astronautica contribuì allo sviluppo della meteorologia. Nel 1959 venne lanciato per la prima volta il razzo Arcas, un razzo-sonda per lo studio dell'alta atmosfera, che poteva portare una radiosonda ad una quota non raggiungibile dai palloni sonda.
Nel 1960, il lancio del TIROS-1, il primo satellite meteorologico funzionante, segnò l'inizio di un'era di diffusione globale delle informazioni meteorologiche. I satelliti meteo, insieme ad altri satelliti di osservazione multiruolo a varie altezze sono diventati uno strumenti indispensabile per lo studio di una grande varietà di fenomeni, dagli incendi forestali a El Niño.
Oltre ai satelliti, dagli Anni sessanta in poi l'evoluzione della meteorologia è tutta nell'affinamento dei modelli meteorologici e delle relative tecniche numeriche e statistiche di elaborazione (ensemble forecasting) fino all'ottenimento dei risultati attuali nell'odierna previsione meteorologica divenuta via via sempre più affidabile.
Negli anni settanta hanno cominciato ad essere usati sempre più i radar meteorologici.
In anni recenti in ambito climatico sono stati sviluppati anche modelli climatici usati per studiare i cambiamenti climatici a lungo termine come quelli dovuti ai gas serra.

### Meteorologia contemporanea
Nel XXI secolo la modellistica numerica su area globale e locale: sviluppa metodi numerici per assimilare le osservazioni di radiazione elettromagnetica rilevate dallo spazio (ultravioletto, visibile, infrarosso, microonde attive e passive): abbandona la approssimazione idrostatica, e si rende capace di definire i fenomeni convettivi a piccole scale ed isolati; realizza indici di confidenza delle previsioni;
Sino all'avvento dei computer l'approccio teorico tendeva a spiegare le diverse fenomenologie con modelli concettuali, che permettessero una comprensione dei fenomeni in modo organico e dinamico, tanto da permettere una loro ipotesi di sviluppo (previsione soggettiva umana). Con l'avvento del computer fu possibile iniziare ad integrare le equazioni termodinamiche con approssimazioni fisico-matematiche risolvendo le problematiche intrinseche alla modellistica numerica (filtraggio del rumore). Tale sviluppo ha portato e ridurre le approssimazioni e fornire informazioni ausiliarie sulla affidabilità delle previsioni numeriche sempre con tecniche numeriche portando ad esprimere indici di affidabilità, sia per le variabili prognostiche, ad esempio la pressione, sia per diagnostiche ad esempio la pioggia.
La meteorologia contemporanea richiede notevoli risorse umane e sistemiche per esprimere prestazioni allo stato dell'arte, tanto che in Europa nella seconda metà del XX secolo nacquero due importanti enti internazionali europei: il CEPMMT per la previsioni numeriche riconosciuto tra i migliori al mondo e l'EUMETSAT per realizzare i satelliti meteorologici riconosciuto un partner d'eccellenza nel contesto delle agenzie meteo spaziali mondiali. Pertanto ad oggi il settore scientifico numerico ed osservativo diviene il riferimento informativo, per le analisi e previsioni ufficiali e no, prodotte dagli enti pubblici e da privati.

## Cronologia

### Antichità
- 350 a.C. - Aristotele (384-322) scrive la Meteorologica.
- 25 - Pomponio Mela definisce il sistema delle zone climatiche.

### Medioevo
- 1430 ca. Nicola Cusano (1401-1464) inventa il primo strumento meteorologico, una sorta di igrometro: dalla differenza di peso di una balla di lana determina il grado di umidità dell'aria.
- 1450 - Leon Battista Alberti costruisce il primo modello di anemometro.

### XVI secolo
- 1500 ca. - Leonardo da Vinci costruisce un anemoscopio e un igrometro meccanico descrivendoli nel codice Atlantico e progetta un anemometro a lamina metallica
- 1570 - Carlo Pellegrino Danti (1537-1586) perfeziona l'anemoscopio di Leonardo
- 1597 - Galileo Galilei inventa un indicatore di temperatura, predecessore dei successivi termometri.

### XVII secolo
- 1612 - Santorio Santorio (1561-1636) nell'opera Commentaria in artem medica Galeni descrive un termometro.
- 1614 - Giovanni Francesco Sagredo (1571-1620) compie le prime osservazioni sistematiche sulla temperatura.
- 1620 - Francis Bacon analizza il metodo scientifico nella sua opera Great Instauration of Learning.
- 1637 - Cartesio nell'opera Les Météores discute su vari fenomeni atmosferici.
- 1639 - Antonio Benedetto Castelli (1577-1643) effettua in modo sistematico misure pluviometriche e pubblica le sue idee sulla pluviometria.
- 1641 - Giovanni Battista Baliani (1577-1666) costruisce il primo barometro ad acqua.
- 1661 - Robert Boyle (1627-1691) misura la pressione atmosferica trovandola equivalente a quella di una colonna d'acqua di circa 10 metri.
- 1662 - Robert Boyle formula l'omonima legge, che mette in relazione pressione e volume di un gas perfetto a temperatura costante.

- Christopher Wren costruisce il pluviometro basculante, prototipo dei pluviometri moderni.
- 1665 - Christiaan Huygens (1629-1695) individua nelle temperature del ghiaccio fondente e dell'ebollizione dell'acqua i valori di riferimento per la scala termometrica.
- 1667 - Robert Hooke (1635-1703) costruisce un anemometro.
- 1670 - Robert Hooke perfeziona il pluviometro costruito da Wren.
- 1686 - Edmund Halley (1656-1742) presenta uno studio sistematico sugli alisei e sui monsoni e identifica nel riscaldamento da parte del Sole la causa dei movimenti atmosferici.
- 1686 - Edmund Halley precisa la relazione fra pressione barometrica e altitudine.

### XVIII secolo
- 1702 - Gottfried Leibnitz (1646-1716) realizza il primo barometro metallico portatile.
- 1714 - Gabriel Fahrenheit definisce una scala attendibile per le misure della temperatura mediante un termometro a mercurio.
- 1716 - Edmund Halley avanza la teoria per cui le aurore sono causate da "efflussi magnetici" in movimento sulle linee del campo magnetico terrestre.
- 1725 - Giovanni Poleni inizia una serie sistematica di registrazioni e misurazioni meteorologiche, nell'Osservatorio di Padova che saranno poi proseguite fino al 1919.
- 1732 - René-Antoine Ferchault de Réaumur introduce una scala per la misura della temperatura alternativa a quella di Fahrenheit.
- 1735 - La prima spiegazione della circolazione atmosferica globale compare in uno studio di George Hadley.
- 1742 - Anders Celsius, un astronomo svedese, propone la scala centigrada per la temperatura.
- 1772 - Daniel Rutherford scopre l'azoto.
- 1777 - Antoine Lavoisier scopre l'ossigeno.
- 1780 - Horace de Saussure realizza il primo igrometro a capello.
- 1781 - Antoine Lavoisier scopre la reazione chimica di formazione dell'anidride carbonica.
- 1782 - James Six inventa il termometro a minima e a massima.

### XIX secolo
- 1803 - Luke Howard elabora un sistema di classificazione delle nubi.

- John Dalton pubblica le sue analisi sulla natura del vapore acqueo e le sue relazioni con l'aria.
- 1804 - Joseph Louis Gay-Lussac e Jean-Baptiste Biot effettuano il primo rilievo meteorologico ad alta quota a bordo di un pallone aerostatico.
- 1806 - Francis Beaufort propone una scala empirica di misura del vento, che in suo onore viene chiamata scala di Beaufort.
- 1825 - Ernst Ferdinand August realizza lo psicrometro
- 1835 - Gaspard-Gustave de Coriolis capisce che la rotazione della Terra causa una piccola forza dipendente dalla velocità, nota oggi come Effetto Coriolis.
- 1840 - Christian Friedrich Schönbein scopre l'ozono.
- 1842 - Elias Loomis realizza un esperimento per comprendere la velocità del vento necessaria a spiumare un pollo, caricando un cannone con polvere da sparo e un pollo Tornado Oddities. L'esperimento serve per creare un metro di paragone per la misura della forza dei tornado.
- 1843 - Lucien Vidi inventa il barometro aneroide.
- 1859 - Filippo Cecchi costruisce il nefoscopio, strumento per misurare la direzione e velocità del movimento delle nubi.
- 1860 - 500 stazioni telegrafiche svolgono osservazioni meteo e le mandano allo Smithsonian Institution. Le osservazioni vennero in seguito interrotte dalla guerra civile.
- 1867 - Angelo Secchi realizza un meteorografo che consente la registrazione automatica a distanza di temperatura, pressione, umidità, direzione e velocità del vento e quantità di pioggia.
- 1869 - Joseph Lockyer fonda il giornale scientifico Nature.
- 1881 - Viene lanciato il primo pallone sonda senza uomini a bordo, equipaggiato con un meteorografo per la registrazione automatica di dati atmosferici (pressione, temperatura, umidità).
- 1890 - Il Dipartimento dell'Agricoltura U.S.A. fonda il "Weather bureau".
- 1898 - Il Weather Bureau costituisce una rete di allarme contro gli uragani nelle Indie Occidentali.

### XX secolo
- 1900 - Uragani colpiscono Galveston, Texas, uccidendo 6000 persone.
- 1917 - L'ammiraglio inglese Henry Percy Douglas propone una scala empirica di misura dello stato del mare, che in suo onore viene chiamata scala Douglas.
- 1919 - Jacob Bjerknes propone il modello dei fronti meteorologici associati ai cicloni.
- 1920 - Milutin Milanković propone la teoria dei cicli climatici a lungo termine dovuti a cambiamenti nell'inclinazione dell'orbita terrestre.
- 1922 - Lewis Fry Richardson stende le basi matematiche delle previsioni numeriche per il clima.

- Harold Jeffreys propone una classificazione delle masse d'aria, distinguendole in cicloni e brezze locali.
- 1925 - Il "Tri-State Tornado" attraversa Missouri, Illinois, e Indiana uccidendo 695 persone.

- Il Weather Bureau appronta una piccola flotta di aerei per i rilevamenti meteorologici.
- 1930 - Pavel Molchanov mette a punto il radiosondaggio, realizzato mediante l'uso di palloni sonda.
- 1933 - Tor Bergeron pubblica i suoi studi sul meccanismo di formazione della pioggia.
- 1935 - Robert Watson-Watt e il suo assistente Arnold Wilkins pubblicano un resoconto nel febbraio 1935, dal titolo The Detection of Aircraft by Radio Methods.
- 1935 - Il "Great Labor Day Hurricane" uccide 408 persone; è considerato il più intenso uragano atlantico di categoria 5 a raggiungere la terraferma.
- 1934 - 1937 - Una siccità nelle pianure statunitensi causa gravi danni economici.
- 1937 - Viene fondato l'Army Air Forces Weather Service (rinominato nel 1946 come AWS-Air Weather Service).
- 1941 - Una rete radar viene costruita in Inghilterra durante la Seconda guerra mondiale.
- 1947 - Jule Gregory Charney propone un modello che spiega la ciclogenesi.
- 1948 - Vengono effettuate le prime previsioni di tornado corrette da R. C. Miller e E. J. Fawbush.
- 1950 - Jule Gregory Charney effettua la prima previsione meteorologica mediante l'uso di un computer.

- Gli uragani cominciano a venire nominati in ordine alfabetico con l'alfabeto radio.
- 1951 - Viene fondata dalle Nazioni Unite la OMM Organizzazione meteorologica mondiale.
- 1953 - il National Hurricane Center crea un sistema di denominazione degli uragani con nomi di donna in ordine alfabetico.
- 1955 - Viene fondato il NSSP (National Severe Storms Project).
- 1956 - Il Weather Bureau lancia un progetto di ricerca nazionale sugli uragani.
- 1957-1958 - Nell'Anno geofisico internazionale gli sforzi di undici discipline scientifiche vengono focalizzati sulle aree polari durante il picco solare.
- 1959 - Viene lanciato per la prima volta il razzo-sonda meteorologico Arcas per lo studio dell'alta atmosfera.
- 1960 - Viene lanciato il primo satellite meteorologico, il TIROS-1.
- 1962 - Keith Browning e Frank Ludlam pubblicano in primo studio dettagliato di una tempesta a supercella (su Wokingham, UK).
- 1969 - La Scala Saffir-Simpson per la classificazione degli uragani introduce la suddivisione in 5 categorie.
- 1969 - L'Uragano Camilla, il secondo uragano di categoria 5 causa 1,4 miliardi di dollari di danni sul continente americano.
- 1970 - Viene fondato il NOAA (National Oceanic and Atmospheric Administration). Il Weather Bureau viene rinominato in "National Weather Service".
- 1971 - Ted Fujita introduce la scala Fujita per classificare gli effetti dei tornado.
- 1975 - Viene posto in orbita il primo satellite geostazionario meteorologico, il GOES (Geostationary Operational Environmental Satellite), con il compito di tracciare lo sviluppo degli uragani.
- 1980 - Eruzione esplosiva del Monte Sant'Elena nello stato di Washington.
- 1988 - Il radar meteorologico WSR-88D viene introdotto negli Stati Uniti, consentendo l'uso di diversi metodi di rilevamento delle condizioni meteo.

### XXI secolo
- 2003 - Gli esperti in uragani della NOAA mettono in azione un primo esperimento di Controllo per gli Uragani nel Pacifico Orientale (Eastern Pacific Hurricane Outlook).

### Storico delle bizzarrie
- 18 marzo 1818: una pioggia rossa cadde su Napoli e per la prima volta fu compiuta un'analisi chimica. L'esito attribuì alle polveri di origine vulcanica la causa della anomalia.
- 29 maggio 1892: un grande quantitativo di anguille si rovesciò sulla cittadina di Coalburg, in Alabama, durante un temporale. Erano state sollevate, probabilmente da una tromba d'acqua e poi dirottate a una grande distanza.
- 9 luglio 1995: in Florida, durante un intenso temporale, un fulmine si scaricò su una fossa biologica. L'esplosione consequenziale fece volare in aria un settantenne che era tranquillamente seduto sul water.